# Cephalocarida
Cephalocarida é uma classe de pequenos crustáceos marinhos que agrupa apenas 10-12 espécies validamente descritas, todas bentónicas e detritívoras, em 5 géneros pertencentes à ordem Brachypoda. A classe foi proposta em 1955, a partir da descrição da espécie Hutchinsoniella macracantha. Não sendo conhecido registo fóssil do grupo, a maioria dos especialistas considera o grupo como primitivo entre os crustáceos.

## Descrição
A anatomia dos Cephalocarida é simples quando comparada com a dos outros crustáceos. O corpo é muito pequeno, com entre 2 e 4 mm de comprimento, alongado e comprimido na zona cefálica. Todas as espécies conhecidas são hermafroditas.
A cabeça é comparativamente grande, com o bordo posterior a recobrir o primeiro segmento torácico. Sem olhos funcionais, presumivelmente devido aos habitats lodosos onde o grupo habita. Os olhos vestigiais, compostos e pedunculados, estão incluídos no exoesqueleto, o que dificulta a sua observação.
O segundo par de antenas está localizado atrás da boca, o que diferencia o grupo dos restantes crustáceos, já que em todos as antenas estão à frente da boca no estado adulto, apenas os estados larvares apresentando antenas na mesma posição que os Cephalocarida adultos.
A boca está localizada atrás de lábio superior comparativamente grande, flanqueada por mandíbulas. As maxilas são indiferenciadas, com o primeiro par muito pequeno e o segundo par semelhante aos apêndices torácicos (toracópodes), com uma parte basal alargada, equipada com excrescências sobre o lado interior, utilizados na locomoção, um ramo interior bifurcado e dois lobos exteriores, geralmente designados por "pseudoepipodes" e "exopodito". A semelhança estrutural e funcional entre a maxila e as pernas podem ser um sinal de organização primitiva, já que as maxilas não são especializados, como o são em outros grupos de crustáceos.
O tórax está dividido em 10 segmentos, com apêndices (toracópodes) birrâmios, de padrão generalizado, sem maxilípedes.
O abdómen apresenta onze segmentos, no último dos quais se articula o télson, não apresentando quaisquer outros apêndices. O télson apresenta ramos caudais.

## Ecologia
Os cefalocarídeos conhecidos são todos marinhos e bentónicos. Habitam desde a zona entremarés até profundidades superiores a 1500 m, em qualquer tipo de sedimentos.
Alimentam-se de detritos marinhos, para cuja captação geram correntes de turbulência com movimentos rápidos dos branquiópodes (apêndices torácicos), num processo semelhante ao dos Branchiopoda e Malacostraca. As partículas de comida são passadas para o lado anterior ao longo de um sulco ventral que as conduz ao aparelho bucal.

## Filogenia e taxonomia
A classe Cephalocarida é considerada monotípica, contendo apenas a ordem Brachypoda Birshteyn, 1960, por sua vez também contendo apenas a família Hutchinsoniellidae Sanders, 1955. Contudo o monotipismo da ordem Brachypoda não é consensual, sendo que alguns especialistas admitem a existência de uma segunda família, a família Lightiellidae, com o género Lightiella.
Sendo aceite que os Remipedia e os Cephalocarida fazem parte do clado denominado Xenocarida, proposto como o clado irmão dos Hexapoda, apesar de não ser conhecido o registo fóssil dos Cephalocarida, a maioria dos especialistas considera o grupo como primitivo entre os crustáceos.
Contudo, a posição sistemática dos Cephalocarida no contexto dos sistemas de classificação dos Crustacea (crustáceos) ainda não está totalmente elucidada, embora seja consensual a aceitação do agrupamento como um grupo irmão de todos os restantes crustáceos, com excepção Remipedia.
Devido à estrutura específica das extremidades e, especialmente, devido à ligação funcional da ingestão de alimentos com a locomoção através da existência de apêndices com extremidades túrgidas especificamente adaptados a esse fim, os Cephalocarida foram considerados como um grupo irmão dos Branchiopoda ou dos Ostraca (considerados como o conjunto dos Branchiopoda e Malacostraca). Quando estes agrupamentos são integrados nos Thoracopoda constituem um grupo irmão para os restantes crustáceos (Maxillopoda) justapostos. Existem outras alternativas de classificação com base em fósseis.
As 12 espécies validamente descritas de Cephalocarida estão agrupadas nos seguintes géneros:
- Chiltoniella Knox & Fenwick, 1977
  - Chiltoniella elongata Knox & Fenwick, 1977
- Hampsonellus Hessler & Wakabara, 2000
  - Hampsonellus brasiliensis Hessler & Wakabara, 2000
- Hutchinsoniella Sanders, 1955
  - Hutchinsoniella macracantha Sanders, 1955
- Lightiella Jones, 1961
  - Lightiella floridana McLaughlin, 1976
  - Lightiella incisa Gooding, 1963
  - Lightiella magdalenina Carcupino, Floris, Addis, Castelli & Curini-Gallet, 2006
  - Lightiella monniotae Cals & Delamare Deboutteville, 1970
  - Lightiella serendipita Jones, 1961
- Sandersiella Shiino, 1965
  - Sandersiella acuminata Shiino, 1965
  - Sandersiella bathyalis Hessler & Sanders, 1973
  - Sandersiella calmani Hessler & Sanders, 1973
  - Sandersiella kikuchii Shimomura & Akiyama, 2008

## Literatura
- Peter Ax (1999): Das System der Metazoa II. Ein Lehrbuch der phylogenetischen Systematik. Gustav Fischer Verlag, Stuttgart.
- H.E. Gruner (1993): Klasse Crustacea. In: H.E. Gruner (Hrsg.): Lehrbuch der Speziellen Zoologie, Band I, 4. Teil: Arthropoda (ohne Insecta). Gustav Fischer Verlag, Stuttgart.
- S. Richter, M. Stein, T. Frase, N.U. Szucsich (2013): The arthropod head. In: A. Minelli, G.A. Boxshall, G. Fusco (Hrsg.): Arthropod biology and evolution. Springer-Verlag, Berlin, Heidelberg; Seiten 223–240.
- Howard L. Sanders (1955): The Cephalocarida, a new subclass of Crustacea from Long Island Sound. Proceedings of the National Academy of Sciences, 41(1), S. 61–66.
- Howard L. Sanders (1963): The Cephalocarida. Memoirs of the Connecticut Academy of Arts & Sciences, Ausgabe 15; Seiten 1–80.
- Horst Kurt Schminke (1997): Crustacea, Krebse In: Westheide, Rieger (Hrsg.): Spezielle Zoologie Teil 1: Einzeller und Wirbellose Tiere. Gustav Fischer Verlag, Stuttgart, Jena; Seiten 513–514.
- D. Walossek (1993): The Upper Cambrian Rehbachiella kinnekullensis and the phylogeny of Branchiopoda and Crustacea. Fossils & Strata, Ausgabe 32; Seiten 1–202.
- J. Olesen et al. (2011): External morphology of Lightiella monniotae (Crustacea, Cephalocarida) in the light of Cambrian ‘Orsten’ crustaceans. Arthropod Structure Development, Ausgabe 40; Seiten 449–474.
- M.E.J. Stegner, S. Richter (2015): Development of the nervous system in Cephalocarida: early neuronal differentiation and successive patterning. Zoomorphology, Ausgabe 134; Seiten 183–209.